# 1998 RB65
1998 RB65 är en asteroid i huvudbältet som upptäcktes den 14 september 1998 av LINEAR i Socorro County, New Mexico.
Den tillhör asteroidgruppen Themis.